# Ateloglutus chilensis
Ateloglutus chilensis är en tvåvingeart som först beskrevs av Brethes 1920.  Ateloglutus chilensis ingår i släktet Ateloglutus och familjen parasitflugor. Inga underarter finns listade i Catalogue of Life.